# Jasper Ewing Brady

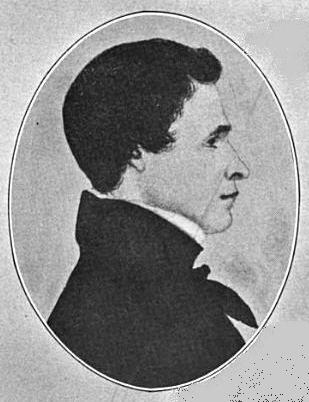
Jasper Ewing Brady

Jasper Ewing Brady (* 4. März 1797 in Sunbury, Northumberland County, Pennsylvania; † 26. Januar 1871 in Washington, D.C.) war ein US-amerikanischer Politiker. Zwischen 1847 und 1849 vertrat er den Bundesstaat Pennsylvania im US-Repräsentantenhaus.

## Werdegang
Jasper Brady besuchte die öffentlichen Schulen seiner Heimat und absolvierte danach eine Lehre im Hutmacherhandwerk. Außerdem war er im Franklin County als Lehrer tätig. Nach einem Jurastudium und seiner 1827 erfolgten Zulassung als Rechtsanwalt begann er in Chambersburg in diesem Beruf zu arbeiten. Drei Jahre lang war er auch Kämmerer im Franklin County. Politisch schloss er sich der Whig Party an. In den Jahren 1844 und 1845 war er Abgeordneter im Repräsentantenhaus von Pennsylvania.
Bei den Kongresswahlen des Jahres 1846 wurde Brady als Kandidat seiner Partei im 16. Wahlbezirk von Pennsylvania in das US-Repräsentantenhaus in Washington gewählt, wo er am 4. März 1847 die Nachfolge des Demokraten James Black antrat. Da er im Jahr 1848 nicht bestätigt wurde, konnte er bis zum 3. März 1849 nur eine Legislaturperiode im Kongress absolvieren. Diese war von den Ereignissen des Mexikanisch-Amerikanischen Krieges geprägt.
Im September 1849 zog Jasper Brady nach Pittsburgh, wo er als Anwalt praktizierte. Zwischen 1861 und 1869, also auch während des Bürgerkrieges, war er bei der Soldstelle im Kriegsministerium angestellt. Im Jahr 1869 zog er sich in den Ruhestand zurück, den er in der Bundeshauptstadt Washington verbrachte. Dort ist er am 26. Januar 1871 auch verstorben.